# Fjällbacka kyrka
Fjällbacka kyrka är en kyrkobyggnad i Fjällbacka församling i Göteborgs stift. Kyrkan ligger mycket högt och centralt i Fjällbacka, Tanums kommun, där den utgör ett landmärke.

## Kyrkobyggnaden
Kyrkan, som är den första på platsen, uppfördes 1892 i nygotisk stil efter ritningar av Adrian C. Peterson. Byggnadsmaterialet är röd otuktad bohusgranit som brutits på platsen. Kyrkan består av ett enskeppigt långhus, ett tresidigt, avslutat kor i öster och ett kyrktorn i väster. Sakristian är inrymd i korets östra del bakom en skärmvägg. Vapenhuset ligger i tornets bottenvåning. Kyrkan restaurerades 1928.
Nordost om kyrkan, omedelbart nedanför kyrkberget, ligger kyrkogården som invigdes 1907 och utvidgades 1970.

## Inventarier
- Altaruppsatsen är tresidig med ett krucifix i mittpartiet.
- Predikstolen har indelats i fält med symboliska tecken.
- Ett dopaltare tillkom 1978.

### Orgel
Orgeln har sexton stämmor och merparten av piporna härstammar från 1892 års orgel. Den har en manual och pedal och restaurerades 2002 av Tostareds Kyrkorgelfabrik.
Disposition:
| Manual (I) C-f3       | Pedalverk (P) C-d1 | Koppel      |
| Principal 16' från c0 | Subbas 16'         | Pedalkoppel |
| Borduna 16' B/D       | Violon 8'          | M 4'        |
| Principal 8'          | Basun 16'          |             |
| Rörflöjt 8'           |                    |             |
| Flûte harmonique 8'   |                    |             |
| Salicional 8'         |                    |             |
| Gamba 8'              |                    |             |
| Octava 4'             |                    |             |
| Flûte octaviante 4'   |                    |             |
| Violin 4'             |                    |             |
| Quinta 3'             |                    |             |
| Octava 2'             |                    |             |
| Trumpet 8'            |                    |             |

## Offentligt konstverk framför kyrkan
Utanför ingången till kyrkan står sedan 2009 skulpturen Pålarne av skulptören Pål Svensson och akvarellmålaren Arne Isacsson. Den är utförd i bohusgranit i olika färgnyanser och glaslaminerade akvarellmonotypier.